# Thalictrum robustum
Thalictrum robustum är en ranunkelväxtart som beskrevs av Carl Maximowicz. Thalictrum robustum ingår i släktet rutor, och familjen ranunkelväxter. Inga underarter finns listade i Catalogue of Life.